# Bouzeguène
Bouzeguène, Bouzguene ou Bouzguen (en kabyle : At Wizgan, en caractères tifinaghs : ⵡⵉⵣⴳⴰⵏ, en arabe : بوزقن) est une commune de la wilaya de Tizi Ouzou, dans la région de Grande Kabylie en Algérie. Elle se situe à 27 km à l'est d'Azazga et à 38 km au nord d'Akbou.

## Géographie

### Localisation
La commune de Bouzeguène  est située au sud-est de la wilaya de Tizi Ouzou. Elle est délimitée :
| Ifigha          | Idjeur                      | Akfadou (wilaya de Béjaïa)                 |
| Illoula Oumalou | Bouzguen                    | Chemini (wilaya de Béjaïa)                 |
| Illoula Oumalou | Illoula Oumalou, Beni Zikki | Ouzellaguen (wilaya de Béjaïa), Beni Zikki |

### Localités de la commune

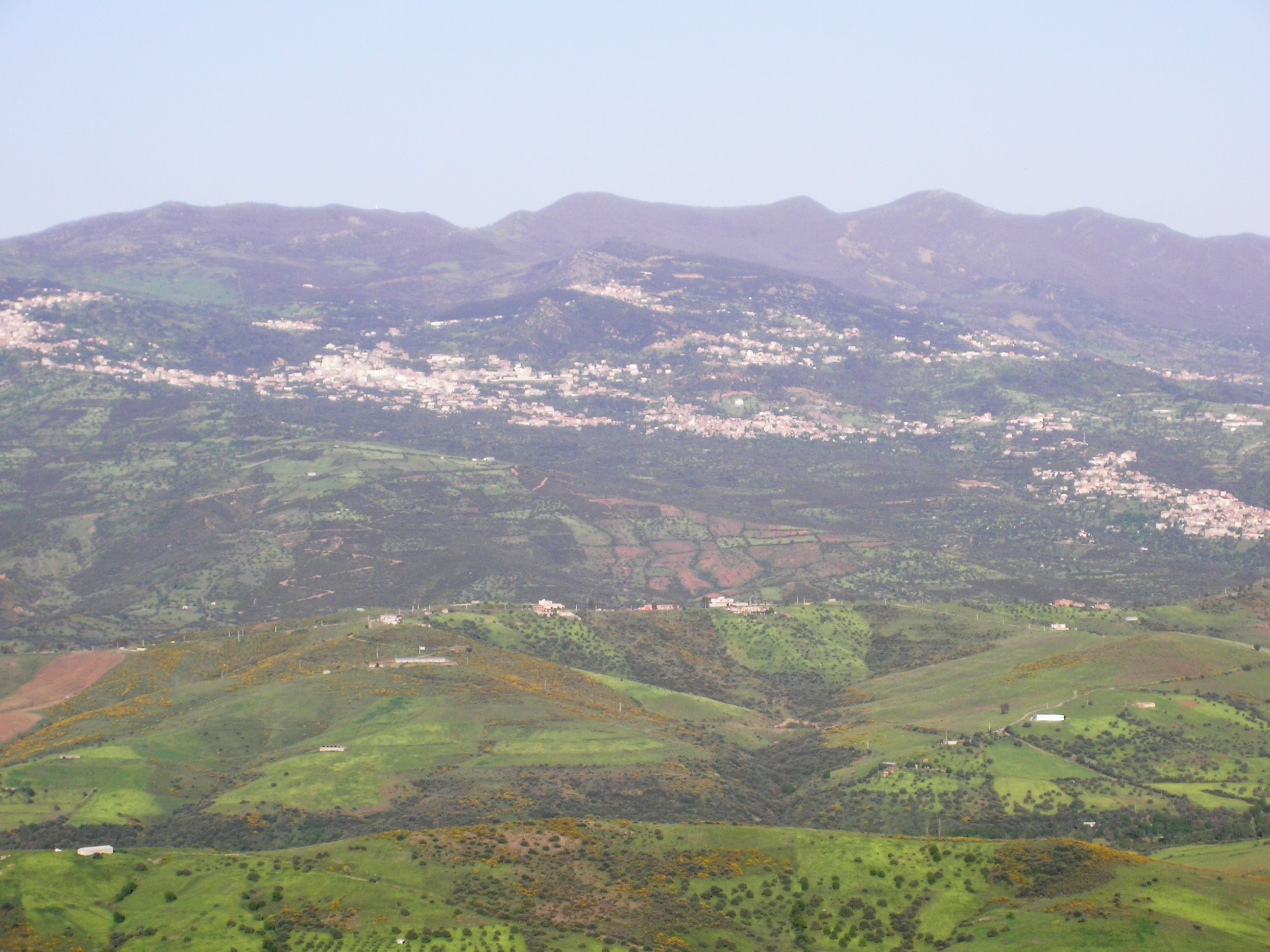
Paysages de Bouzeguene, depuis Tagounits Aṭ Yahia

En 1984, la commune de Bouzguene est constituée à partir de 22 villages : Assif ousardoun, Azaghar entre autres et d'autres lieux dits :
- Ait Wizgan
- Ahrik (Aḥriq)
- Aït El Karne (At el qarn)
- Ait Ferrache (At Ferɛac)
- Ait Ikene (At Yiken)
- Ait Ikhlef (At Yexlef)
- Ait Mizare
- Ait Saïd
- Ait Salah (At Salaḥ)
- Aït Semlal (At Semlal)
- Ait Sidi Amar
- Houra (Ḥura)
- Ibekarène (Ivekkaren)
- Ibouyisfene (Ibuyisfen)
- Ighil Tiziboa
- Ihatoussène (Iḥituṣen)
- Ikoussa (Ikusa)
- Sahel (Saḥel)
- Takoucht (takuct)
- Taourirt Bouzeguène(Tawrirt)
- Tazerout (Taẓrutt)
- Thizouyine (Tizuyin)

## Économie

Scène de vie à Bouzguene.
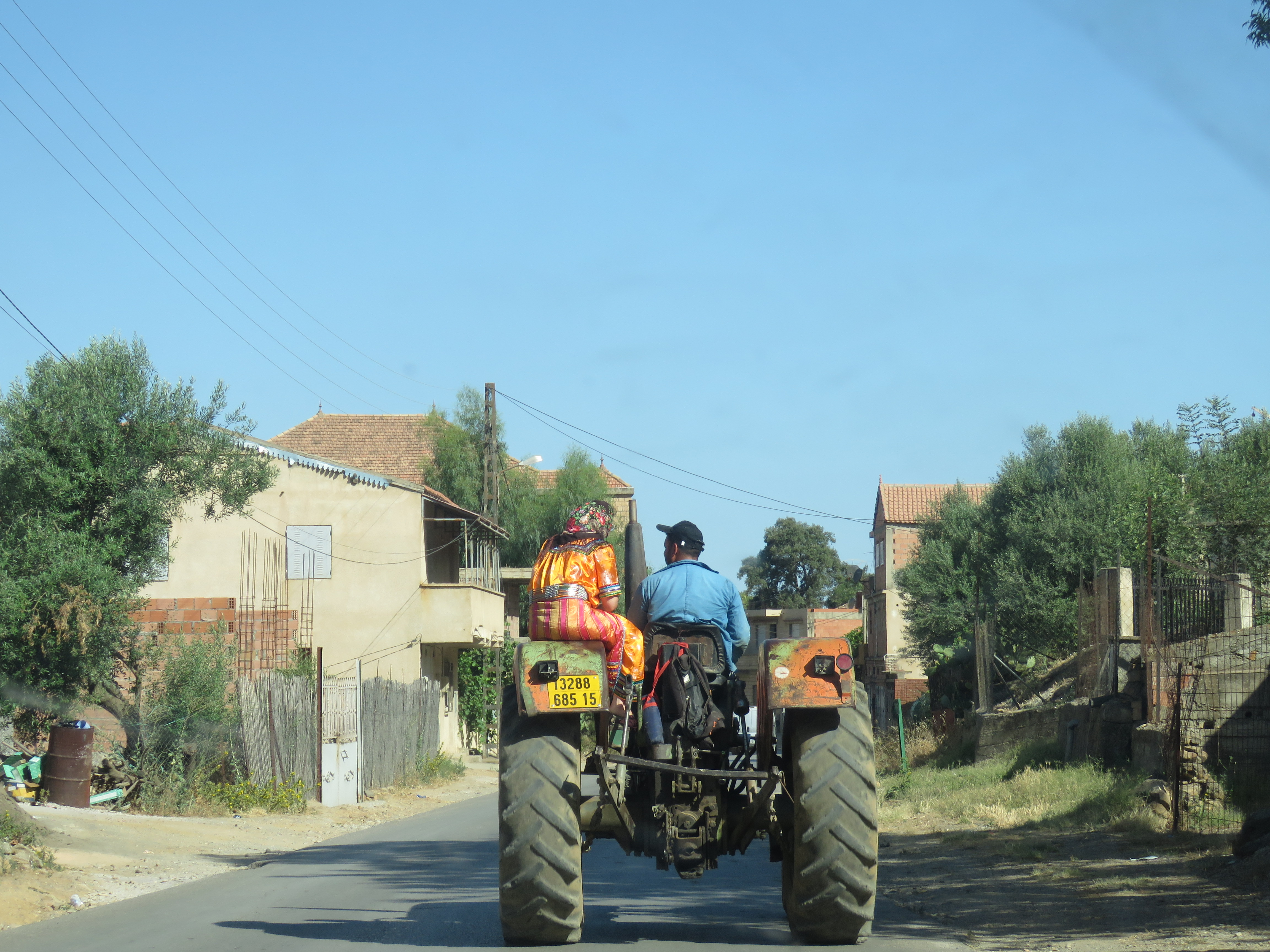

## Personnalités
- Mohand Oulhadj, natif du village Aṭ Wizgan, a succédé au colonel Amirouche au commandement de la Wilaya historique III durant la Guerre d'Algérie après la mort de celui-ci.
- Ali Fergani, originaire du village Taourirt, est un ancien joueur de l'équipe d'Algérie et entraineur.
- Mohcine Belabbas, natif du village Ahrik,  a été président du RCD.
- Hacene Ferrat, natif du village Aṭ Salah, est un chanteur-compositeur, membre du groupe Debza.
- Hocine Boukella, originaire du village Aṭ Ferrache, est un compositeur, musicien, dessinateur et caricaturiste, fondateur du groupe Cheikh Sidi Bémol.
- Youcef Boukella, frère d'Hocine, est un chanteur et bassiste, et le fondateur de l'Orchestre national de Barbès.
- Bâaziz Hammache, né dans le village Aṭ Wizgan, est un artiste sculpteur.
- Noureddine Saâdi, né à Ihatoussène, est un entraineur de football.